# Tchelmet Tcheliabinsk
Le Hockey Club Tchelmet Tcheliabinsk - en russe : Хоккейный клуб «Челмет» Челябинск - est un club de hockey sur glace de Tcheliabinsk en Russie. Il évolue dans la VHL, le deuxième échelon russe.

## Historique
- Le club est créé en 1948 sous le nom de Metallourg Tcheliabinsk. En 1990, il prend le nom de Metchel Tcheliabinsk. Le 1er juin 2012, il est renommé Tchelmet Tcheliabinsk.